# Мирослав Шкоро
Мирослав Шкоро (хорв. Miroslav Škoro, нар. 29 липня 1962 р., Осієк, Хорватія) — відомий сучасний хорватський співак, музикант, політик.

## Життєвий і творчий шлях
Мирослав Шкоро народився 29 липня 1962 р. в хорватському краї Славонія, в місті Осієк, де послідовно закінчив початкову школу, гімназію та факультет цивільного будівництва Осієцького університету. Свою першу гітару придбав ще взимку 1978 року. Як вокаліст і гітарист брав участь у роботі осієцьких рок-гуртів (1979–1983 рр. — «Zadnja stanica», 1983–1985 рр. — «OK Band»). У 1985 р. Шкоро фактично змінює жанр: аж до 1998 р. він виконує пісні власного творення в традиційній хорватській манері: як інструменти для акомпанементу використовує струнні щипкові інструменти на зразок мандоліни. Починається все зі співпраці з Осієцьким ансамблем «Slavonski bećari». Та отримавши диплом інженера-будівельника Осієцького університету, Шкоро провів деякий час у США, де два роки навчався в коледжі Community College of Allegheny County, Протягом перебування в Америці записав спільно з уродженцем Пенсільванії, майстром тамбури (хорв. tamburica) Джеррі Ґрцевичем свій перший альбом Ne dirajte mi ravnicu. Альбом виходить у 1992 році в Хорватії, куди Шкоро на той час уже повернувся. Заголовна пісня альбому, назва якої перекладається як «Не чіпайте мою рівнину», моментально стає популярною, як і її автор. А сам вираз «Ne dirajte mi ravnicu» на тлі тогочасної війни за незалежність стає ідіоматичним і використовується багатьма іншими хорватськими авторами.
Організувавши свій власний ансамбль народних інструментів «Ravnica», в 1993 р. Шкоро записує альбом «Miroslav Škoro i Ravnica». До нього Мирослав включає ще одну пісню — «Mata» (укр. Матвій), що стрімко набирає популярності протягом війни 1991—1995 рр. У ній Шкоро торкається кривавих подій травня 1945 р. в австрійському Бляйбурзі (т. зв. Бляйбурзька різанина), під час яких від рук югославських партизанів загинули тисячі хорватських та словенських, сербських і чорногорських колаборантів та членів їхніх сімей, що рятувалися втечею з тітовської Югославії в окуповану західними союзниками Австрію.
Шкоро відвідував Дипломатичну академію Міністерства закордонних справ Республіки Хорватії, здобув другу вищу освіту на економічному факультеті Осієцького університету за напрямком «маркетинг». Працював радіожурналістом.
У 1995–1997 рр. Шкоро займав посаду Генерального консула Хорватії в Угорщині, але, незважаючи на завантаженість, йому вдавалося концертувати, а в 1996 р. він навіть випускає черговий альбом з Джеррі Грцевичем — «Sitan vez».
1997 р. в хорватський кінопрокат виходить картина режисера Горана Русиновича «Мондо Бобо», в якій Мирослав Шкоро грає епізодичну роль.
16 та 17 лютого 1998 р. Шкоро виступає в Концертному залі ім. Ватрослава Лисинського в Загребі. Незабаром виходить запис цього концерту на двох CD — «Miroslav Škoro, uživo». Це його останній альбом, виконаний у суто народній манері.
Після цього Шкоро починає відходити від народної музики в бік популярної: він збирає «Band iz Osijeka» — гурт, з яким записує всі свої наступні альбоми. І якщо в альбомі «Ptica samica», виданому в 1999 році, все ще досить помітно народні мотиви, то з кожним новим альбомом Шкоро дедалі більше перетворюється на поп-музиканта.
В 2001 р. Мирослав Шкоро стає головою ради директорів компанії «Croatia Records» — найбільшого музичного лейблу Хорватії (колишня «Jugoton»). У цьому самому році виходить його альбом «Slagalica». Далі виходять альбоми «Milo moje» (2003 р.), «Svetinja» (2005 р.).
Завершивши роботу над «Svetinja», в 2006 р. Шкоро пише музику до фільму хорватського режисера Бранко Шмідта «Put lubenica» («Шлях гарбуза»). Тоді ж він подає у відставку з посади голови ради директорів «Croatia Records».
Наступний альбом співака — збірка його найкращих пісень «Sve najbolje» (2007 р.). У 2008 р. виходить альбом «Moje boje».
У 2010 році в хорватському видавництві «Večernji list» було випущено автобіографію Мирослава Шкоро «Stoput bih isto ponovo», в комплект до якої входять 2 компакт-диски з найкращими піснями
Мирослав Шкоро веде активну концертну діяльність у Хорватії та країнах, де є великі хорватські діаспори.
Вільно говорить, читає і пише по-англійськи. Одружений, має двох дітей.

## Політична діяльність
Мирослав Шкоро відомий своїми патріотичними поглядами і вкрай негативним ставленням до процесів над хорватськими військовиками в Міжнародному трибуналі щодо колишньої Югославії.
У 2002–2003 рр. разом з Марком Перковичем-Томпсоном він записує пісні «Reci, brate moj» («Скажи, брате мій») і «Sude mi» («Судять мене») на підтримку оголошеного тоді в міжнародний розшук генерала Анте Готовіни, заарештованого 8 грудня 2005 року на Канарських островах та переданого в Гаагу.
Військовики відповідають Шкоро взаємною повагою: так, незадовго до своєї смерті інший хорватський генерал, Янко Бобетко, якого влада Хорватії навідріз відмовилася видавати Гаазькому трибуналові, розпорядився, щоб на його похороні Мирослав Шкоро виконав пісню «Mata». 2 травня 2003 року співак уволив останню волю генерала.
30 жовтня 2007 року Мирослав Шкоро вступив у Хорватську демократичну співдружність і взяв участь у боротьбі за депутатський мандат на тодішніх виборах до парламенту Хорватії, яка увінчалася успіхом. Повноваження депутата виконував з 11 січня 2008 року до своєї відставки в листопаді того ж року, відмовившись від депутатського мандату у зв'язку з розчаруванням через те, як хорватські ЗМІ ставилися до політиків. За 8 місяців депутатства віддавав усю свою депутатську зарплату на потреби інтенсивної терапії педіатричного відділення Осієцького клінічного лікарняного центру.
23 червня 2019 року він оголосив, що буде брати участь у грудневих президентських виборах як незалежний кандидат. У відеопосланні на своїй сторінці Facebook Шкоро відзначив необхідність змін до Конституції, щоб президент мав більше повноважень. На тих виборах він посів третє місце, здобувши 24,45% голосів і поступившись колишньому прем'єр-міністрові Зорану Мілановичу (який у підсумку і переміг) та чинному президенту Колінді Грабар-Китарович, через що не пройшов до другого туру. Його кампанію підтримували Хорватська консервативна партія, Храст і МОСТ.
29 лютого 2020 року він оголосив, що створить та особисто очолить нову праву політичну партію під назвою Вітчизняний рух Мирослава Шкоро, яка братиме участь у парламентських виборах у липні 2020 року в рамках ширшої коаліції консервативних і правих партії, виборовши понад 13 200 преференційних голосів, що дозволило Мирославу Шкоро здобути місце у парламенті. З 22 липня 2020 він обіймає посаду заступника голови парламенту та входить до складу парламентського комітету з питань конституції, регламенту і політичної системи.
5 березня 2021 року Шкоро розпочав передвиборчу кампанію для участі у тогорічних місцевих виборах у Загребі, на яких він сам балотувався від Вітчизняного руху на посаду мера цього міста, а його партія представила список кандидатів у депутати загребської міської ради (у коаліції із Зеленим списком). Вийшовши у другий тур виборів мера Загреба, він програв екоактивістові Томиславу Томашевичу, набравши 34,75 відсотка або 106 300 голосів.

## Державні нагороди
- Орден хорватської зірки з ликом Марка Марулича
- Орден хорватського трилисника
- Медаль подяки батьківщини

## Виступи на фестивалях
- Domovina, HRF 2009
- Daleko je kuća moja, Hercegovački radijski festival 2007.
- Šil, dil, daj, HRF 2007.
- Golubica, Zlatne žice Slavonije 2005.
- Vrime, Splitski festival 2005.
- Svetinja, HRF 2005.
- Četri vitra, Splitski Festival 2003.
- Milo moje, HRF 2003.
- Sve od Drave, pa do Jadrana, Zlatne Žice Požege 2002.
- Reci, brate moj, MHJ 2002.
- Dida, Neum Etnofest 2001
- Maria de la Lovrez, HRF 2001
- Ptica samica, Neum Etnofest 1999.
- Što te imam, moj živote, HRF 1999.
- Lako ćemo mi, Požega 1998.
- Čovjek sunčani, MHJ 1994.

## Дискографія

### CD
- 1992 — «Ne dirajte mi ravnicu»
- 1993 — «Miroslav Škoro i Ravnica»
- 1996 — «Sitan vez»
- 1998 — «Miroslav Škoro, uživo» (збірник)
- 1999 — «Ptica samica»
- 2001 — «Slagalica»
- 2003 — «Milo moje»
- 2004 — «Čuvati na srcu» (інструментальні версії найкращих пісень)
- 2005 — «Svetinja»
- 2007 — «Sve najbolje» (збірник)
- 2008 — «Moje boje»

### DVD
- 2003 рік — «Milo moje — Dom Sportova»